# Chất thải

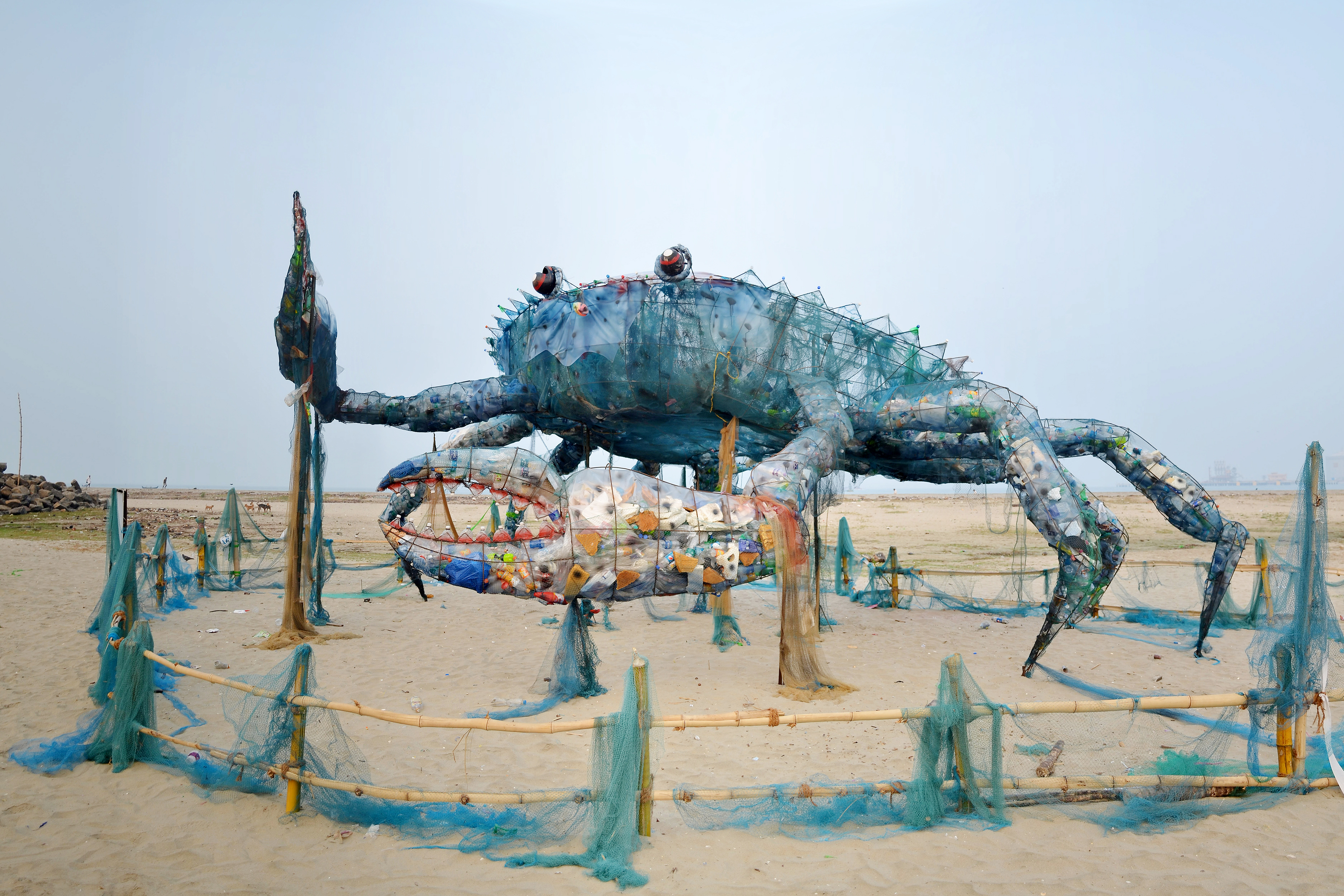
Một con cua được thiết kế từ các loại chất thải và rác thải trên bãi biển

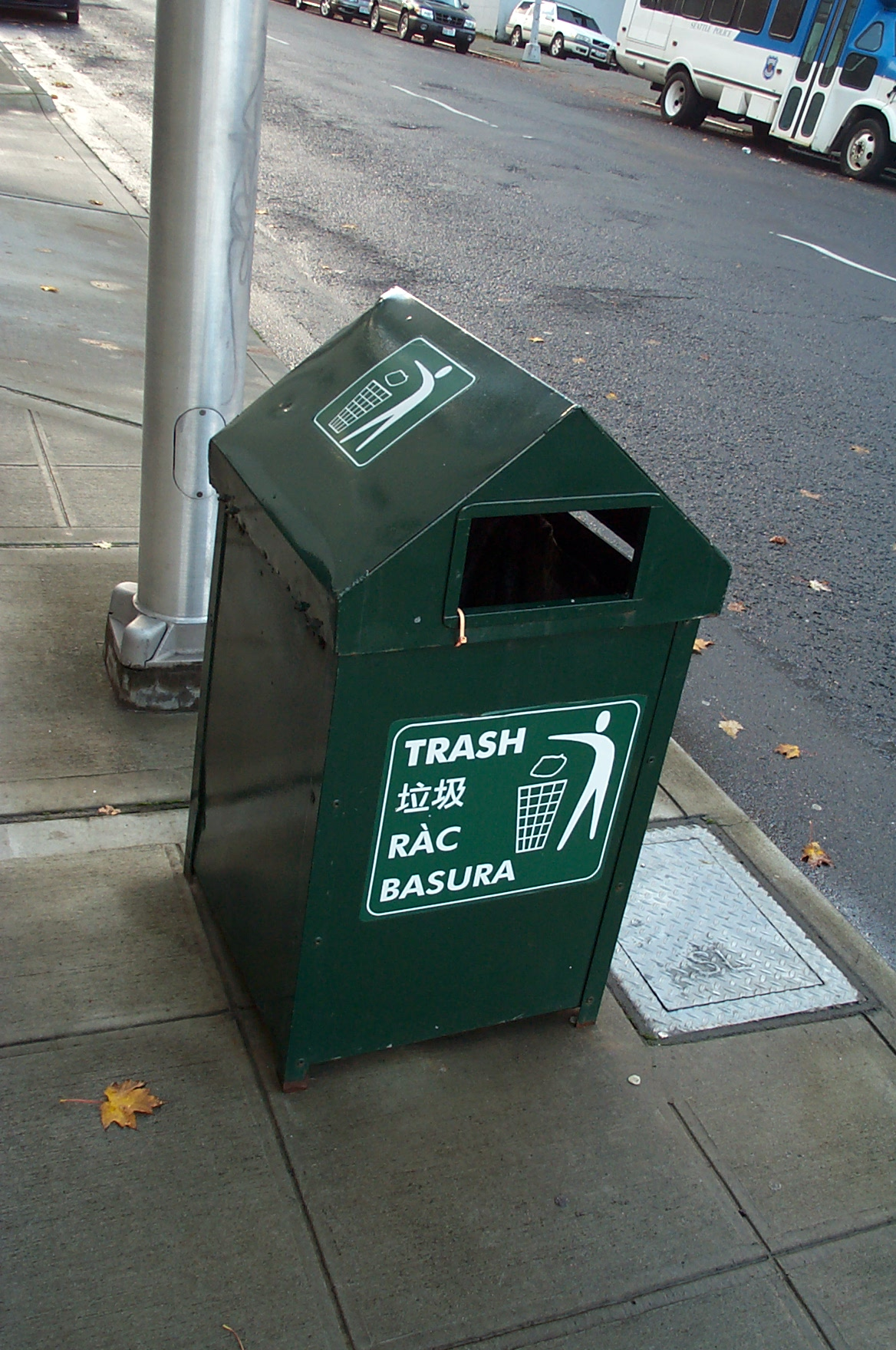
Một thùng rác tại Seattle, Mỹ

Chất thải là những vật và chất mà người dùng không còn muốn sử dụng và thải ra, tuy nhiên trong một số ngữ cảnh nó có thể là không có ý nghĩa với người này nhưng lại là lợi ích của người khác, chất thải còn được gọi là rác. Trong cuộc sống, chất thải được hình dung là những chất không còn được sử dụng cùng với những chất độc được xuất ra từ chúng. Quản lý rác thải là hành động thu gom, phân loại và xử lý các loại rác thải của con người. Hoạt động này nhằm làm giảm các ảnh hưởng xấu của rác vào môi trường và xã hội. Rác liên quan trực tiếp tới sự phát triển của con người cả về công nghệ và xã hội. Cấu tạo của các loại rác biến đổi qua thời gian và nơi chốn, với quá trình phát triển và đổi mới có tính chất công nghiệp đang trực tiếp ảnh hưởng tới nguồn phế liệu. Ví dụ như nhựa và công nghệ hạt nhân. Một số thành phần của rác có giá trị kinh tế đã được tái chế lại một cách hoàn hảo.

## Định nghĩa
- Theo Chương trình Môi trường Liên hợp quốc: Theo Công ước Basel về Kiểm soát các Di chuyển xuyên biên giới của các tiểu hành tinh nguy hiểm, chất thải là sự duy trì, được xử lý và có xu hướng bị xử lý hoặc được yêu cầu xử lý theo quy định của luật pháp quốc gia.
- Theo Liên minh Châu Âu: Theo chỉ định, về Chất thải 2008/98/EC.Một trạm xử lý chất thải. Chiếc xe xúc đang xúc rác trong một nhà kho.

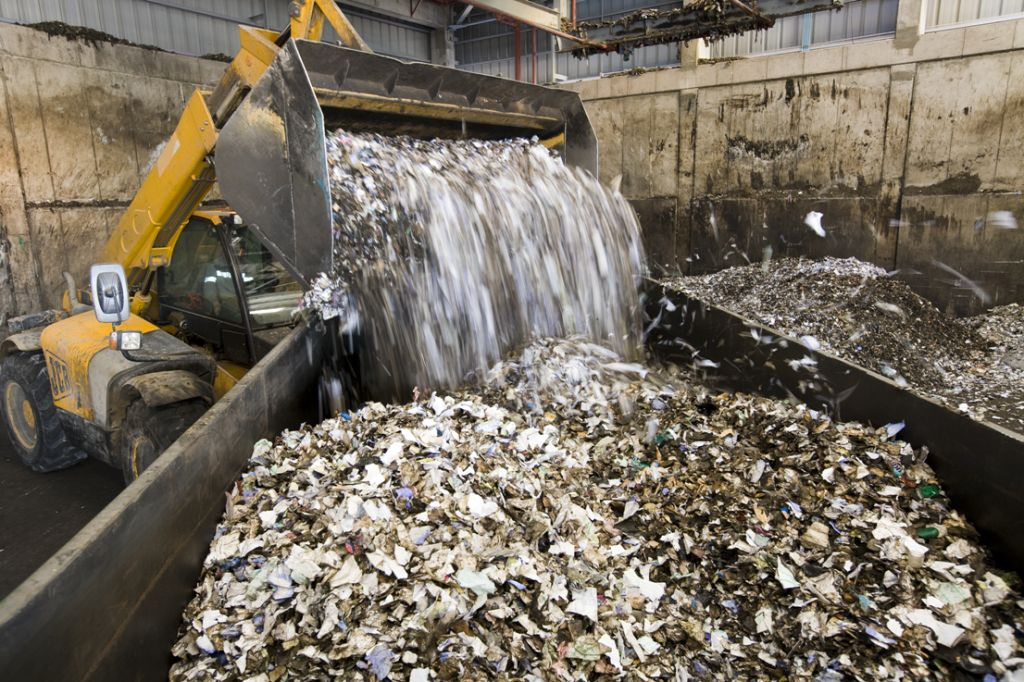
Một trạm xử lý chất thải. Chiếc xe xúc đang xúc rác trong một nhà kho.

## Phân loại
Nếu xét theo mức độ độc hại, người ta phân thành chất thải nguy hại và chất thải không nguy hại.
Nếu xét theo phương thức thải, thì chất thải được chia thành:

### Rác sinh hoạt
Rác thải sinh hoạt là các chất rắn bị loại ra trong quá trình sống, sinh hoạt, hoạt động, sản xuất của con người và động vật. Rác phát sinh từ các hộ gia đình, khu công cộng, khu thương mại, khu xây dựng, bệnh viện, khu xử lý chất thải... Trong đó, rác sinh hoạt chiếm tỉ lệ cao nhất. Số lượng, thành phần chất lượng rác thải tại từng quốc gia, khu vực là rất khác nhau, phụ thuộc vào trình độ phát triển kinh tế, khoa học, kỹ thuật.
Bất kỳ một hoạt động sống của con người, tại nhà, công sở, trên đường đi, tại nơi công cộng..., đều sinh ra một lượng rác đáng kể. Thành phần chủ yếu của chúng là chất hữu cơ và rất dễ gây ô nhiễm trở lại cho môi trường sống nhất. Cho nên, rác sinh hoạt có thể định nghĩa là những thành phần tàn tích hữu cơ phục vụ cho hoạt động sống của con người, chúng không còn được sử dụng và vứt trả lại môi trường sống.

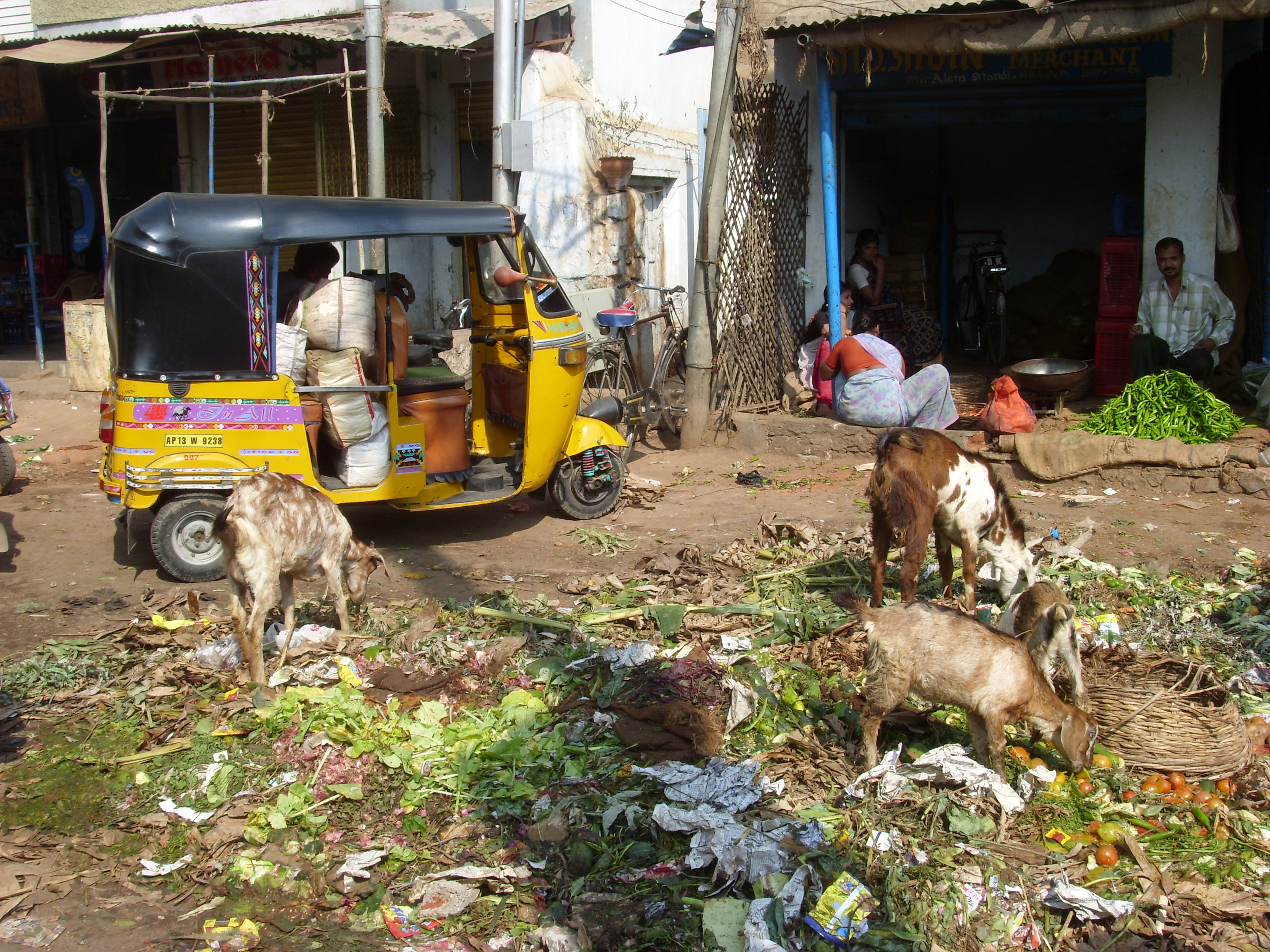
Một đống rác thải rau củ quả ở một khu chợ

### Chất thải công nghiệp
Chất thải công nghiệp là các chất thải phát sinh từ các hoạt động sản xuất các nhà máy, xí nghiệp, gồm:
1. Chất thải rắn nguy hại: bao gồm khí thải độc hại, hóa chất ở dạng lỏng, chúng dễ gây ra cháy nổ, ngộ độc, tác động không tốt đến sức khỏe của con người và dễ ăn mòn nhiều vật chất khác.
2. Chất thải rắn như sắt thép kim loại bị gỉ cũ kĩ gây ít hoặc không nguy hại nhưng chúng cần phải được xử lý dọn dẹp hay tái chế cẩn thận.
3. Rác văn phòng: các văn phòng phẩm không còn sử dụng được nữa như giấy báo cũ, bút viết hết mực, hư hỏng.

### Chất thải xây dựng
Chất thải xây dựng được thải ra từ quá trình hoạt động của công trường xây dựng và sửa chữa các công trình xây dựng, chủ yếu là các loại gạch, đá, đất vụn... bị phá dỡ ra, chúng còn được gọi là xà bần.

### Chất thải y tế
Chất thải y tế là vật chất ở thể rắn, lỏng và khí được thải ra từ các cơ sở y tế, bao gồm:
1. Chất thải y tế nguy hại: là chất thải y tế chứa yếu tố nguy hại cho sức khỏe con người và môi trường như dễ lây nhiễm bệnh, gây ngộ độc, phóng xạ, dễ cháy, dễ nổ, dễ ăn mòn hoặc có đặc tính nguy hại khác nếu những chất thải này không được tiêu hủy an toàn.
2. Chất thải thông thường.[1]

## Báo cáo
Có nhiều vấn đề xung quanh việc báo cáo lãng phí. Nó thường được đo bằng kích thước hoặc trọng lượng, và có sự khác biệt rõ rệt giữa hai loại . Ví dụ, chai nhựa hoặc thủy tinh có thể có trọng lượng khác nhau nhưng có cùng kích thước.Dựa trên báo cáo chưa đầy đủ từ các bên, công ước Basel ước tính 338 triệu tấn chất thải được tạo ra năm 2001. Trong cùng năm, OECD ước tính 4 tỷ tấn từ các quốc gia trong khu vực . Bất chấp những mâu thuẫn này, báo cáo chất thải vẫn hữu ích đối với 1 và quy mô lớn đề xác định nguyên nhân và vị trí chính, đồng thời tìm cách ngăn ngừa, giảm thiểu, thu hồi, xử lý và tiêu huỷ rác thải.

## Chi phí

### Chi phí môi trường
Chất thải được quản lý không phù hợp có thể làm mất tác dụng của các loài gặm nhấm và cá, gây bênhj ký sinh trùng đường ruột, sốt vàng da, giun, bệnh dịch hạch và các bệnh khác cho con người, và việc tiếp xúc với chất thải nguy hại, đặc biệt là khi chúng bị đốt, có thể gây ra nhiều bệnh khác bao gồm cả ung thư. Các chất thải độc hại có thể làm gây ô nhiễm môi trường nước, dất, không khí, và gây ra nhiều vấn đè lớn đối với môi trường sinh thái. Xử lý và tiêu huỷ chất thải tạo ra lượng khí thải nhà kính ( GHG ) đáng kể, đặc biệt là khí metan, đang góp phần đáng kể vào sự nóng lên toàn cầu.

### Chi phí xã hội
Quản lý chất thải là 1 công bằng môi trường quan trọng. nhiều gánh nặng về môi trường được trích dẫn ở trên thường do các nhóm bọ gạt ra bên lề, chẳng hạng như dân tộc thiểu số, phụ nữ và cư dân của quóc gia đang phát triển phải gánh chịu. NIMBY là sự phản đối của cư dân đối với đề xuất phát triển mới vì nó gần với họ. Tuy nhiên, nhu cầu mở rộng và bố trí các cơ sở hạ tầng xử lý và tiêu huỷ chất thải đang gia tăng trên thế giới. Hiện nay, thị trường ngày càng tăng  trong sự di chuyển xuyên biên giới của chất thải và mặc du hầu hết chất thải chảy giữa các quốc gia đi giữa các quốc gia phát triển, một lượng lớn chất thải được di chuyển từ các quốc gia phát triển sang các quốc gia đang phát triển.

### Chi phí kinh tế
Chi phí kinh tế của việc quản lý chất thải rất cao và thường do chính quyền các thành phố chi trả. tiền thường có thể tiết kiệm với các tuyến đường thu gom với thiết kế phù hợp, sửa đổi phương tiện và với giáo dục phổ thông. Các chính sách môi trường chẳng hạn như taí chế,..Lĩnh vực này có thể làm thay đổi hoặc giamr đáng kể chất thải trong một hệ thống cụ thể, nhưng các tác động về kinh tế tiêu cực khác đi kèm với bệnh tật, nghèo đói, khai thác và lạm dụng đói với người lao động.

## Phục hồi tài nguyên
Phục hồi tài nguyên là việc thu hồi chất thải có thể tái chế được nhằm mục đích xử lý, cho một mục đích sử dụng cụ thể tiếp theo. Bao gồm xử lý chất thải tái chế để chiết xuất hoặc thu hồi vật liệu và tài nguyên hặc chuyển đổi thành năng lượng. Quá trình này được thực hiện tại nơi thu hồi tài nguyên tạo điều kiện. Phục hồi tài nguyên không chỉ quan trọng đối với môi trường mà còn có thể giảm lượng chất thải được đưa đến dòng thải, giảm điện tích cần thiết cho các bãi chôn lấp và bảo vệ các nguồn tài nguyên thiên nhiên có hạn.

## Phục hồi năng lượng
Phục hồi năng lượng từ chất thải sử dụng các vật liệu phế thải không thể tái chế và chiết xuất từ đó nhiệt, điện hoặc năng lượng thông qua nhiều quy trình, bao gồm đốt, khí hoá, nhiệt phân và phân huỷ kị khí. Quá trình này được gọi là chất thải thành năng lượng.
Có một số cách để phục hồi năng lượng từ chất thải. Đốt hoặc đốt trực tiếp có kiểm soát chất thải rắn đô thị để giảm chất thải và tạo năng lượng. Phân huỷ kỵ khí là 1 quá trình phân huỷ xảy ra tự nhiên trong đó chất hữu cơ bị khử thành một thành phần hoá học đơn giản hơn trong điều kiện không có oxy. Đốt hoặc đốt có kiểm soát trực tiếp chất thải rắn đô thị để giảm thiểu chất thải và tạo năng lượng. Nhiên liệu thu hồi thứ cấp là năng lượng. Nhiên liệu thu hồi từ chất thải không thể tái sử dụng hoặc tái chế từ các hoạt động xử lý cơ học và sinh học. Nhiệt phân bao gồm việc đốt nóng. Khí hoá là sự chyển đổi vật liệu giàu cacbon thông qua nhiệt độ từ 3000-10000 độ C, nơi năng lượng được giải phóng bằng phóng điện trong môi trường trơ.
Sử dụng chất thải làm nhiên liệu có thể mang lại những lợi ích môt trường quan trọng. Nó có thể cung cấp một lựa chọn an toàn và hiệu quả về chi phí cho các chất thải mà thông thường sẽ phải xử lý bằng tiêu huỷ. Nó có thể giúp giảm CO2 bằng cách chuyển hướng sử dụng năng lượng từ nhiên liệu hoá thạch, đồng thời tạo ra nặng lượng và sử dụng chất thải làm nguyên liệu.  Giảm phát chất thải khí NH4 tạo ra trong đất bằng cách loại bỏ chất thải từ các bãi chôn lấp.
Có một số tranh luận trong việc phân phối nhất định là chất thải . CTO, một dòng sản phẩm của quá trình sản xuất bột giấy, được định nghĩa là chất thải hoặc cặn ở một số nước châu âu khi chất béo được sản xuất trên ptenta 1 giá trị hsignicat d ptenta i ứng dụng trong ngành. Một số công ty sử dụng CT để prou lu, 17 trong khi nganhf công nghiệp hoá chất thông đã tối da hoá nó như 1 nguồn nguyên liệu'' sản xuất hoá chất sinh học, cacbon thấp'' thông qua sử dụng theo tầng.

## Giáo dục và nhận thức
Giáo dục và nhận thức trong lĩnh vực rác và quản lý rác đang ngày càng trở nên quan trong. Tốc độ và mức độ gia tăng nhanh chóng của tình trạng suy thoái và ô nhiễm môi trường và sự khan hiếm tài nguyên thiên nhiên đang là những vấn đề rất được quan tâm. Ô nhiễm không khí; tích tụ rác thải độc hại; phá hoại và làm khan hiếm rừng, đất và nước; tầng ô-zôn đang bị phá hủy và hiệu ứng nhà kính đang đe họa sự tồn tại của loài người và hàng ngàn sinh vật khác, sự đa dạng sinh học, an ninh quốc gia, và những di sản để lại cho thế hệ sau.